# Machaerium polyphyllum
Machaerium polyphyllum là một loài thực vật có hoa trong họ Đậu. Loài này được (Poir.) Benth. miêu tả khoa học đầu tiên.